# فاليري بلوم
فاليري بلوم (بالإنجليزية: Valerie Bloom)‏‏ (1956 في أبرشية كلارندون - ) شاعرة، وروائية، وكاتِبة من المملكة المتحدة.

## الجوائز
- عضو رتبة الإمبراطورية البريطانية